# Farbenfabriken E. T. Gleitsmann
Die Farbenfabriken E. T. Gleitsmann ist ein 1847 in Leipzig gegründeter Druckfarbenhersteller. Nach wechselhafter Geschichte mit Zweigwerken in Dresden, Berlin, Russland, Italien, Schweden und Österreich-Ungarn sowie verschiedener Handelsniederlassungen nebst späterer Aufspaltung, gehören Teile des Unternehmens heute als Gleitsmann Security Inks GmbH mit Sitz in Berlin zur IN Groupe oder das ehemalige Farbwerk in Schweden zur luxemburgischen Flint Group. Daneben finden sich noch andere Unternehmensteile wie die eigenständige Gleitsmann International GmbH in Neusäß bei Augsburg.

## Geschichte

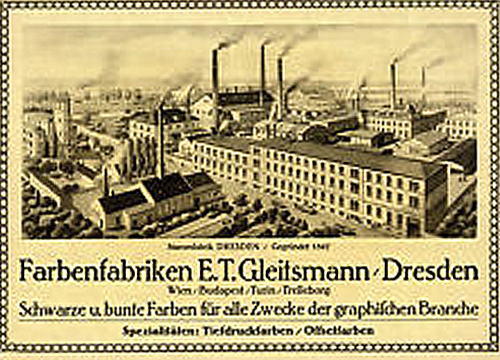
Farbenfabriken E.T.Gleitsmann, Dresden um 1914

Der Apotheker und Chemiker Emil Theodor Gleitsmann († 1898) gründete 1847 in Leipzig die Chemische Fabrik für trockene Farben. Die erste Betriebsstätte war eine Mühle in Zehmen.
Um 1867 verlegte Theodor Gleitsmann seinen Betrieb nach Dresden-Johannstadt und errichtete dort bis Ende des 19. Jahrhunderts auf mehreren Grundstücken der ehemaligen Gärtnerei des Rudolf Hermann Lüdicke in der Blumen- und Gutenbergstraße ein Farbwerk mit Leinölfirniskocherei, zwei Rußbrennereien und eine Harzdestillation sowie eine Fabrikantenvilla. Das Unternehmen firmierte fortan unter Farbenfabriken E. T. Gleitsmann und produzierte dort neben trockenen Buntfarben auch Sicherheitsdruckfarben für Banknoten und Briefmarken. Nachdem sich Anwohner über erhebliche Belästigungen durch Emissionen beschwert hatten, verbot die Stadt 1898 neue Industrieansiedlungen, welche Ruß, Dämpfe, Gerüche, Geräusche, Erschütterungen und erhebliche Belästigungen der Nachbarschaft von Wohnungen herbeiführen. Im gleichen Jahr errichtete Gleitsmann eine weitere Druckfarbenfabrik in Rabenstein an der Pielach in Niederösterreich, welche auch wegen ihres Wasserrades von 4 Metern Breite und 5 Metern Durchmesser in die Fachliteratur einging.
Nach dem Tod von Theodor Gleitsmann im Jahr 1898 übernahm dessen Sohn, der Kaufmann Emil Arthur Gleitsmann (* 1853), das Unternehmen als Alleininhaber und expandierte es in den Folgejahren weiter. Zur Zeit des Ersten Weltkriegs bestand bereits eine Handelsniederlassung in Berlin, deren Vorsteher Alfred Schmitz sich 1915 als Kriegsfreiwilliger gemeldet hatte. 1919 wurde die Berliner Handelsniederlassung von Emil Theodor Robert Gleitsmann (* 1895), dem Sohn von Arthur Gleitsmann übernommen. Bis 1920 errichtete Gleitsmann weitere Farbwerke in Italien und Schweden.
Emil Arthur Gleitsmann schied am 29. September 1934 aus der Gesellschaft aus und Robert Gleitsmann führte fortan das Unternehmen in dritter Generation als Alleininhaber weiter. Farbwerke und Niederlassungen bestanden zu dieser Zeit in Dresden, Berlin, Graz, Budapest, Lemberg, Brüssel, Mailand, Turin, Trelleborg, Zagreb und Sofia. Im Zweiten Weltkrieg wurde im Verlauf der Luftangriffe auf Dresden die Farbenfabrik in der Blumenstraße stark beschädigt. Nach Kriegsende wurde das Werk von der russischen Besatzungsmacht verwaltet und demontiert. Dadurch und aufgrund der politische Situation in Ostdeutschland verlegte Robert Gleitsmann 1953 das Unternehmen als E.T. Gleitsmann GmbH & Co. KG an seinen Wohnsitz nach Berlin.
Im Jahr 1976 erwarb die Michael Huber KG mit Sitz in München eine Mehrheitsbeteiligung an der E.T. Gleitsmann GmbH & Co. KG, Berlin. 1998 wurde die Hubergroup umstrukturiert und die E.T. Gleitsmann GmbH & Co.KG in Gleitsmann Security Inks GmbH umfirmiert, die fortan den Geschäftsbereich Sicherheitsfarben der Hubergroup übernahm. Seit dem 1. Juli 2023 ist das Unternehmen Gleitsmann Security Inks jetzt Teil der IN Groupe nach vorherigem erfolgreichem Verkauf von der Hubergroup. Die restlichen Produktionsbereiche wurden 2004 in die Gleitsmann International GmbH mit Sitz in Neusäß ausgegliedert.

## Historische Spuren
- Die Villa in der Dresdener Blumenstraße 70 des Kunstgärtners Rudolf Hermann Lüdicke wurde 1878 von Emil Theodor Gleitsmann erworben und als Wohnhaus und Produktionsstätte genutzt. Das Gebäude beherbergt heute die Apotheke Johannstadt und steht unter Denkmalschutz.[3][14]
- Die 1867 erbaute Fabrikantenvilla in der Dresdener Blumenstraße 80 ist noch heute erhalten und steht unter Denkmalschutz.[9][3][14]
- Werbeexponate der Farbenfabriken E. T. Gleitsmann aus der Vorkriegszeit finden sich noch heute vielfach in Sammlungen und Archiven.[4]

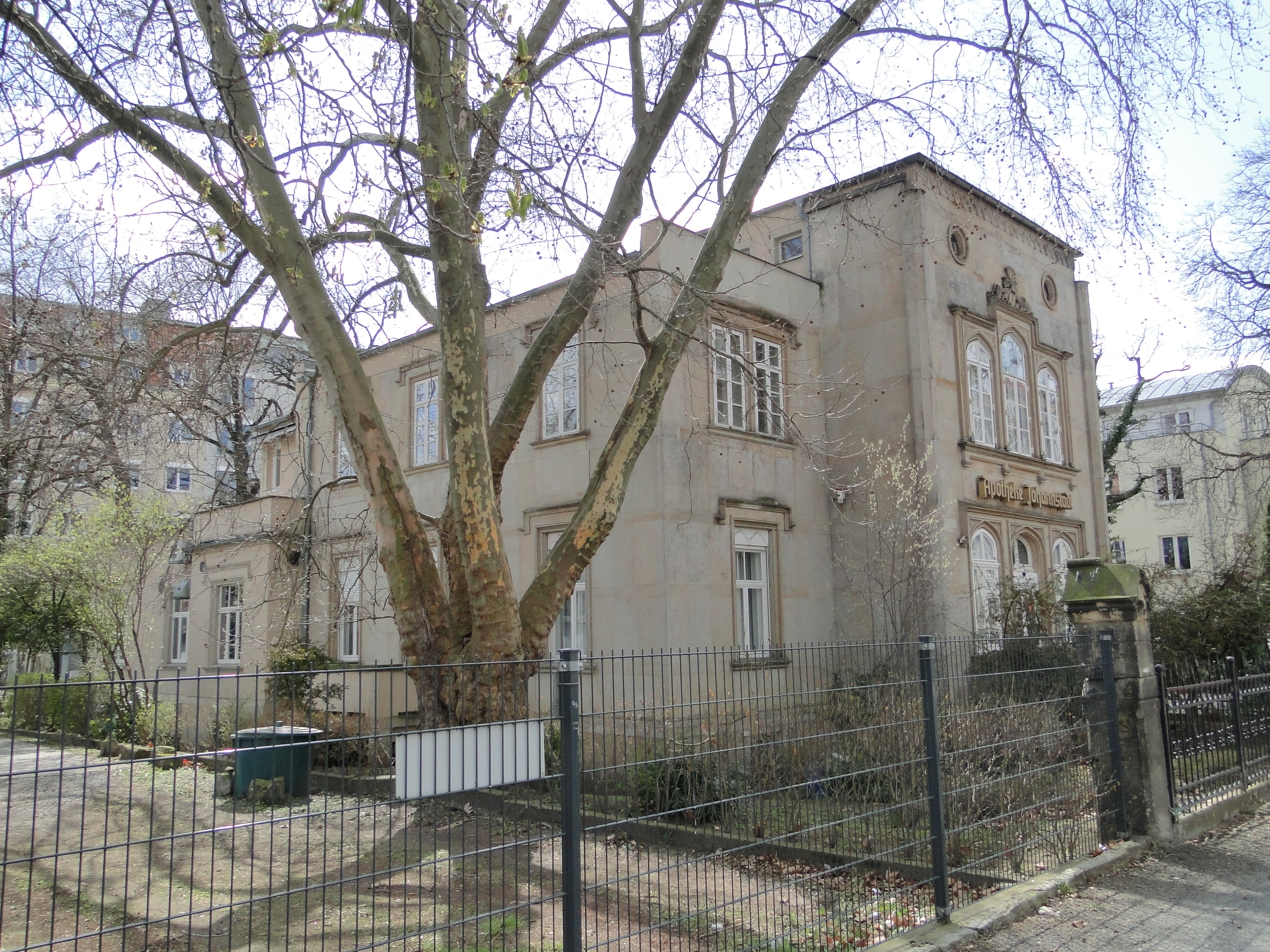
Blumenstraße 70 Dresden
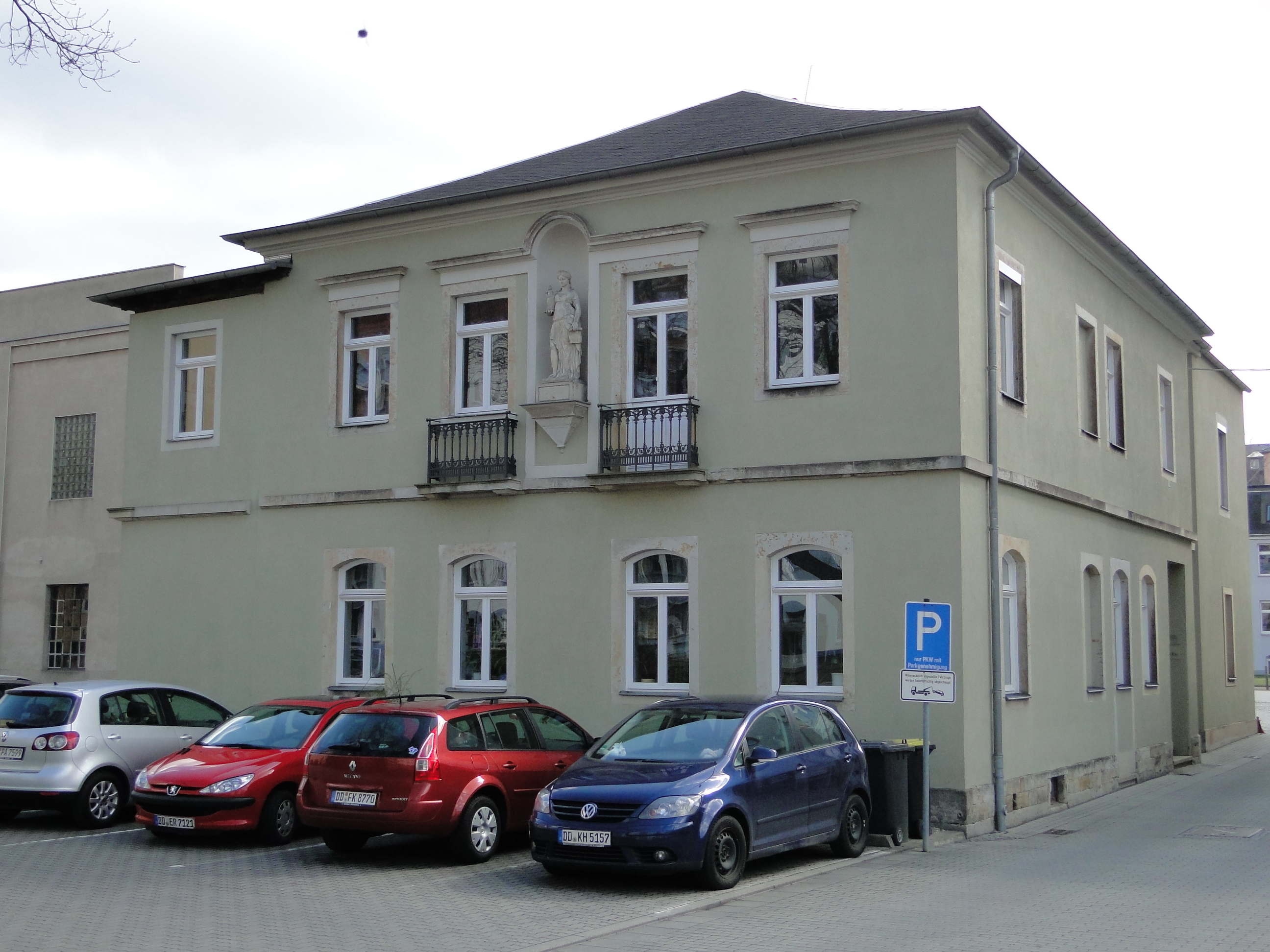
Blumenstraße 80 Dresden
Werbedruck um 1900